# Rankwell
Rankwell是法国一家国际搜索引擎优化公司，从事国际SEO(搜索引擎优化)、SEA（页面存档备份，存于）(搜索引擎广告)和SMO(社交媒体优化)。2017年10月，Rankwell由Véronique DUONG创立, 公司设在法国巴黎。Rankwell帮助外国公司融入中国网络。

## 相关资料
2019年6月，Rankwell接受法国国立广播电台FranceCulture（页面存档备份，存于）采访。
2019年6月，Rankwell接受法国电视台经济频道BFM Business（页面存档备份，存于）采访。
2019年9月，Rankwell接受《欧洲时报》旗下法文杂志《Le 9》专访，内容同时收录在《欧洲时报》官网法文频道Chine-info。